# Ploesoma africanum
Ploesoma africanum is een raderdiertjessoort uit de familie Synchaetidae. De wetenschappelijke naam van deze soort is voor het eerst geldig gepubliceerd in 1965 door Wulfert.